# Hjørring
Hjørring es una ciudad en el noroeste de Dinamarca. Es la capital y principal localidad del municipio de Hjørring y del distrito tradicional de Vendsyssel, en la región de Jutlandia Septentrional. Cuenta con cerca de 25 000 habitantes en 2012. Hjørring se ubica en el noroeste de Vendsyssel-Thy, a unos 10 km de la costa del Skagerrak. El puerto más cercano es Hirtshals, al norte de la ciudad.
Es el centro comercial y cultural del centro y oeste de Vendsyssel.

## Historia
Por hallazgos arqueológicos, se sabe que la región de Hjørring ha estado poblada desde la prehistoria. Se han encontrado túmulos funerarios de la Edad del Bronce, así como restos de asentamientos y tumbas de la Edad del Hierro con numerosas piezas arqueológicas como son joyas, piezas de cerámica e instrumentos de metal.
Durante la Edad Media Hjørring fue la sede de la asamblea de Vendsyssel y también tuvo importancia para el clero de la región. Ya desde la Alta Edad Media había tres iglesias en la ciudad: la de San Olaf, la de San Canuto y la Santa Cruz, y la de Santa Catalina, y en las cercanías se fundaron los importantes monasterios premonstratenses de Børglum (siglo XI) y Vrejlev (siglo XII). Børglum se estableció como sede de una diócesis y Hjørring, que era la ciudad más importante de la región, era el lugar de residencia del obispo —quien vivió en el lugar donde hoy se encuentra la mansión de Bistrupgård— y de reuniones del clero.
En el siglo XII se acuñaron monedas en Hjørring, durante el reinado de Svend III. No se sabe la fecha en que Hjørring recibió los privilegios de ciudad, pero en una carta de 1243 expedida por el rey Erico IV se ratifican esos privilegios. 
El siglo XVI representó un período de recesión. Con la reforma protestante, Hjørring perdió su estatus como centro religioso, desaparecieron los ricos monasterios que hasta entonces habían tenido una importante relación comercial con Hjørring, y la nueva diócesis luterana fijó su sede en Aalborg. Durante la Guerra del Conde (1534-1536), el líder campesino Skipper Clement obligó a los nobles de la ciudad a pagar altas sumas de dinero a su causa. Hacia 1570 un violento incendio devastó la ciudad. 
Durante el siglo XVI y principios del siglo XVII, se conservaban ciertas actividades comerciales, y pese a no ser una ciudad costera, Hjørring exportaba bienes a Noruega. Sin embargo, se tuvo que luchar contra el comercio ilegal, situación que se hizo cada vez más difícil durante el transcurso del siglo XVII. La ciudad también padeció una epidemia de peste en 1602. Entre 1627 y 1629, durante la Guerra de los Treinta Años, tropas imperiales ocuparon la ciudad, en 1644 tropas suecas, y al finalizar el conflicto fuerzas danesas permanecieron destacadas. En 1647 ocurrió un nuevo incendio, y en 1657 y 1658, la ciudad fue ocupada nuevamente por el ejército sueco. En 1693 y 1702 la ciudad se incendió de nuevo. Al finalizar el siglo XVIII, Hjørring se había convertido en un lugar de pobreza y su población se había reducido considerablemente.
Durante las Guerras Napoleónicas se cerró el comercio costero con Noruega, pero al final del conflicto se había terminado el comercio ilegal y los comerciantes de Hjørring volvieron a renacer. En 1801 la ciudad se convirtió en el centro administrativo de la provincia homónima. La agricultura, el principal ingreso de Hjørring, experimentó un impulso en la primera mitad del siglo XIX. En la década de 1840 Hjørring estaba comunicado por carreteras con Løkken —que servía de puerto a la ciudad—, Aalborg y Frederikshavn, y se empezaron a establecer algunas industrias ligeras. Con el desarrollo económico, la ciudad creció. El 15 de agosto de 1871 se inauguró la línea ferroviaria que enlazaba Hjørring con Aalborg y Frederikshavn. De esta manera, la ciudad se erigió como el más importante nudo de caminos en Vendsyssel. A finales del siglo XIX las principales actividades económicas eran el comercio, la agricultura y las artesanías, pero también se habían instalado algunas empresas de la industria textil y de maquinaria. En 1890 se inauguró un gran hospital provincial. La población de multiplicó por más de diez, al pasar de 750 habitantes al inicio del siglo XIX a los 7900 con que contaba a inicios del siglo XX.
En el siglo XX la industria se diversificó, estableciéndose empresas alimenticias, y para 1960 se había alcanzado la cifra de 15 000 habitantes. La importancia ferroviaria de Hjørring se ratificó con la construcción de líneas a Løkken, Aabybro y Hørby (1913); a Vodskov y Østervrå (1924), y a Hirtshals (1925). Se construyeron también varias instituciones educativas, como la escuela secundaria (gymnasium), heredera de la antigua escuela latina fundada en la reforma, o la escuela normal (seminarium) en 1957. Hjørring fue también la principal sede del Comando de Material del Ejército Danés desde 1968 hasta su cancelación en 2006. En 1970 se abolió la provincia de Hjørring, que quedó integrada en la provincia de Jutlandia Septentrional. A su vez, ésta fue abolida durante la reforma territorial de 2007 y su territorio se incluyó en la nueva región de Jutlandia Septentrional. Al mismo tiempo, el municipio de Hjørring fue agrandado con la fusión de los antiguos municipios de Hirtshals, Løkken-Vrå, y Sindal.
Con la apertura de la autopista entre Hjørring y Brønderslev en 2002, la ciudad quedó conectada a la red de autopistas europeas.

## Hermanamientos
En 2007, el gobierno municipal anunció que las localidades hermanas de Hjørring son:
- Kerava, Finlandia
- Kristiansand, Noruega
- Reykjanesbær, Islandia
- Runavík, Islas Feroe
- Trollhättan, Suecia